# Juan Manuel Barrientos (chef)
Juan Manuel Barrientos Valencia (Medellín, 16 de junio de 1983) es un chef colombiano, empresario y líder de paz. Creador y fundador de la cadena de restaurantes El Cielo. Es uno de los 50 mejores chefs de Latinoamérica; ha sido nombrado Chef Revelación Mundial y su empresa ha sido reconocida a nivel académico por las mejores universidades del mundo. Juanma revolucionó la cocina tradicional natal al unir sus innovaciones culinarias con las raíces ancestrales de la cocina colombiana, incursionando de paso en las investigaciones en neurociencias.- 

## Trayectoria
Comenzó su trayectoria a temprana edad al lado de los chefs Iwao Komivama (Argentina) y Juan Mari Arzak (España). A sus 23 años, cuando recién regresaba a Colombia desde su última pasantía en Europa, abrió las puertas de su primer Restaurante El Cielo en Medellín. Lo hizo inspirado en la cocina colombiana usando, técnicas de cocina de vanguardia y los conocimientos básicos en las neurociencias, para crear una oferta única.[cita requerida]
En el 2011 abrió sus puertas El Cielo Bogotá y en el 2015 abrió sus puertas ElCielo Miami. Ha sido creador también de los restaurantes Blanco, Iwao y La Serenissima Venezia en las ciudades de Medellín y Bogotá, la Fundación ElCielo y la empresa ElCielo Catering.[cita requerida]